# ラモン・スベルカソーの娘たちの肖像
『ラモン・スベルカソーの娘たちの肖像』（ラモン・スベルカソーのむすめたちのしょうぞう、典: Porträtt av döttrarna till Ramón Subercaseaux）は、1892年にスウェーデンの画家、アンデシュ・ソーンによって描かれた油彩の絵画。チリの外交官で画家の、ラモン・スベルカソー・ビクーニャ（Ramón Subercaseaux Vicuña、1854年 - 1937年）の2人の娘を描いた作品である。1988年まではスベルカソー家が所有していた。現在も個人蔵とされる。

## 概要
作者のアンデシュ・ソーン(1860-1920)は1885年に結婚した後、妻のエマとともに、1888年から1896年までおもにパリに住み、モンマルトルにスタジオを持ち、知識人や芸術家たちと付き合い、ジョン・シンガー・サージェントやジョヴァンニ・ボルディーニ、ジェームズ・マクニール・ホイッスラーなどの画家たちとも友人になった。これらの肖像画家たちと同じように、上流社会の人々の肖像画家として働くようになった。
1892年に、ゾーンはチリの外交官で画家のラモン・スベルカソーから娘のビアンカとロザリアを描くように注文された。スベルカソーはジョン・シンガー・サージェントの友人で、1880年にパリに滞在していた時サージェントはスベルカソーとその妻の肖像画を描いていた。サージェントがボルディーニをスベルカソーに紹介し、ボルディーニは1887年にスベルカソーの息子たちの肖像画を描いた。ボルディーニがソーンをスベルカソーに紹介した。
『ラモン・スベルカソーの娘たちの肖像』はアンデシュ・ソーンがパリ滞在中に描いた、他の人物画の、例えば『シュワルツの娘たち(Les Demoiselles Schwartz)』（1889年）や水彩画の『目覚め(Reveil, Boulevard de Clichy)』と同じように鮮やかな色彩やタッチが共通している。スベルカソーの息子たちを描いたボルディーニの肖像画の少年たちが行儀よくポーズを取っていたのに対して、この少女たちの肖像画では少女たちは、描けれていることを意識していないように見える斬新な構図を採用している。

## ギャラリー

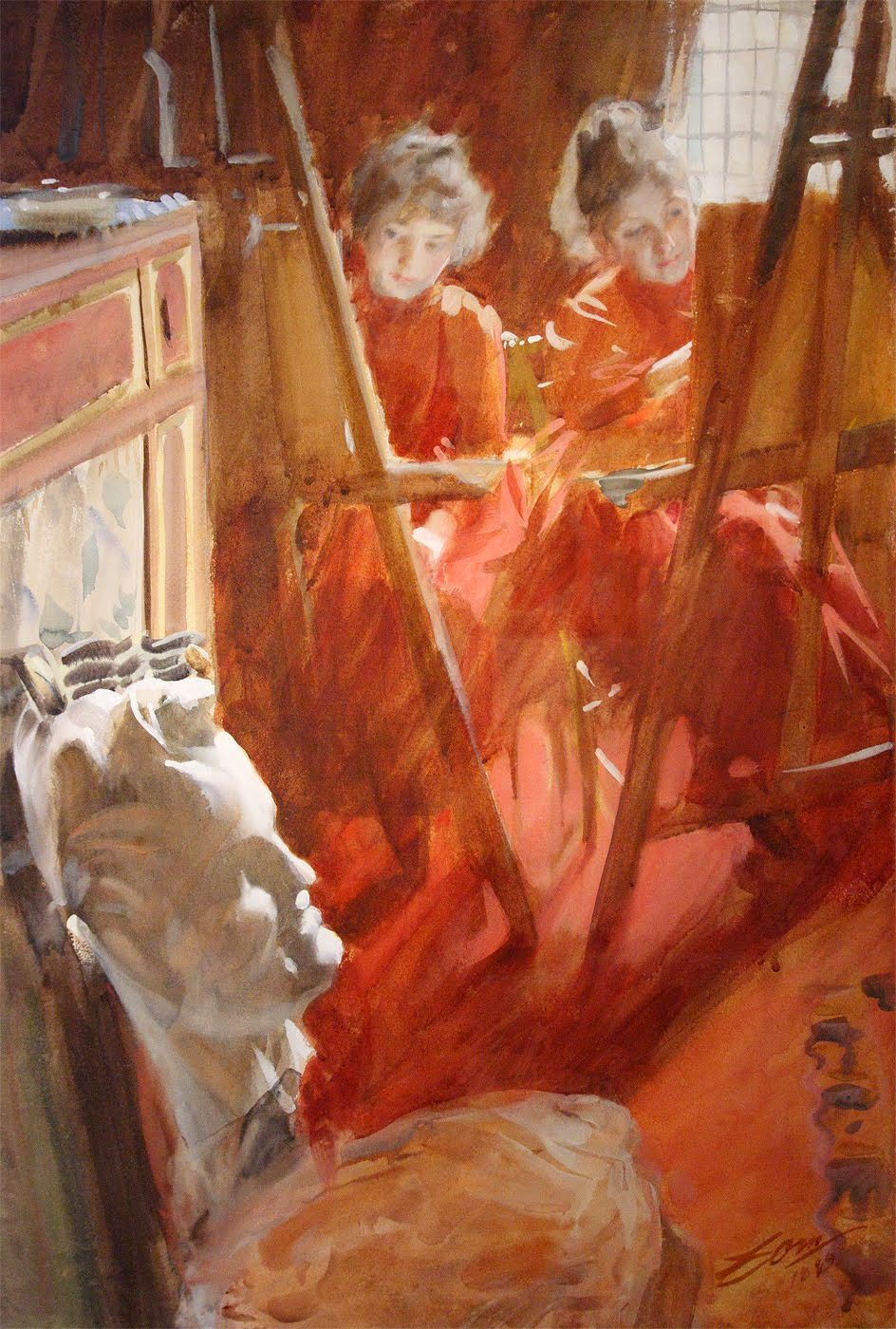
アンデシュ・ソーン作 『シュワルツの娘たち(Les Demoiselles Schwartz)』 (1889年)
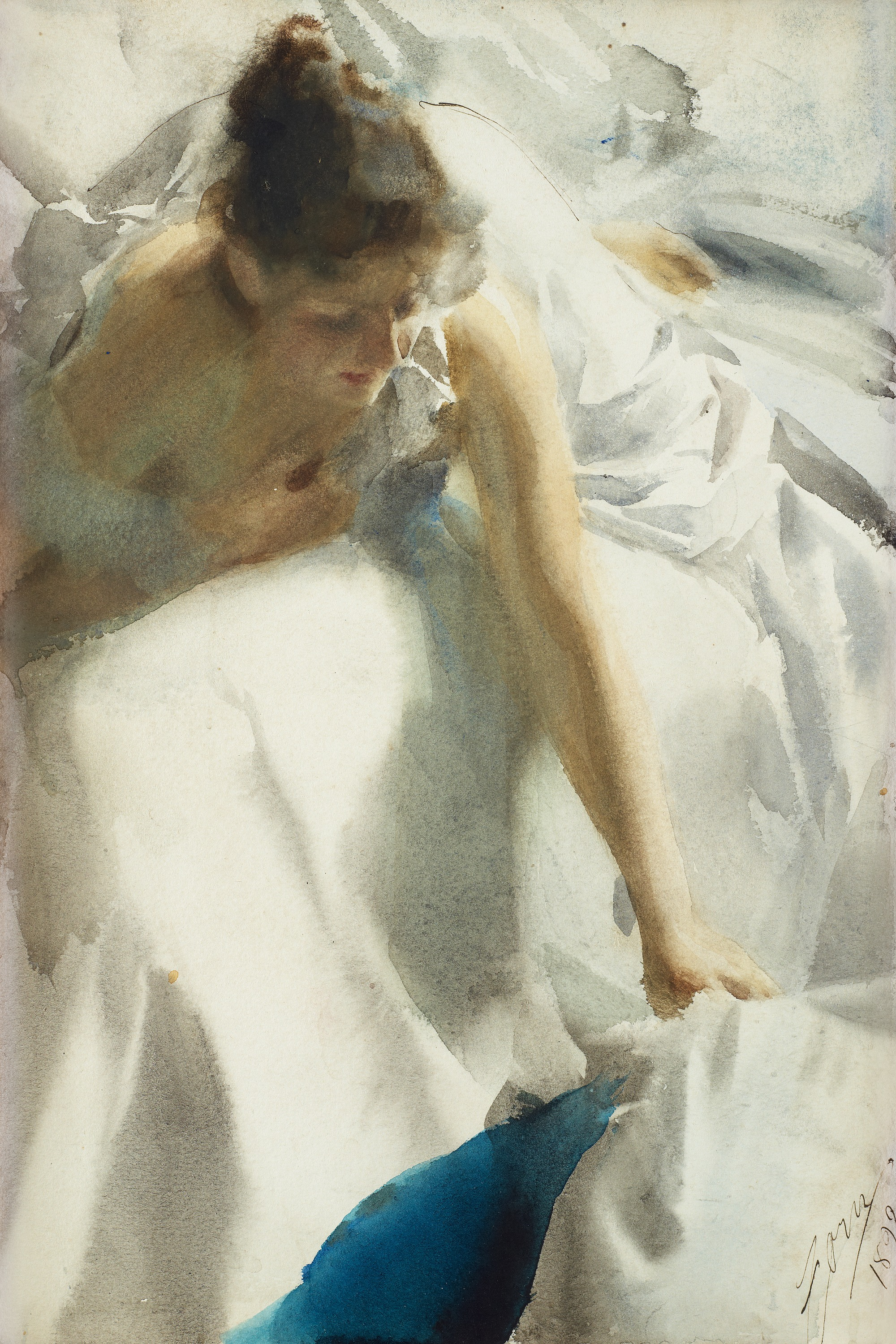
アンデシュ・ソーン作 『目覚め(Reveil, Boulevard de Clichy)』
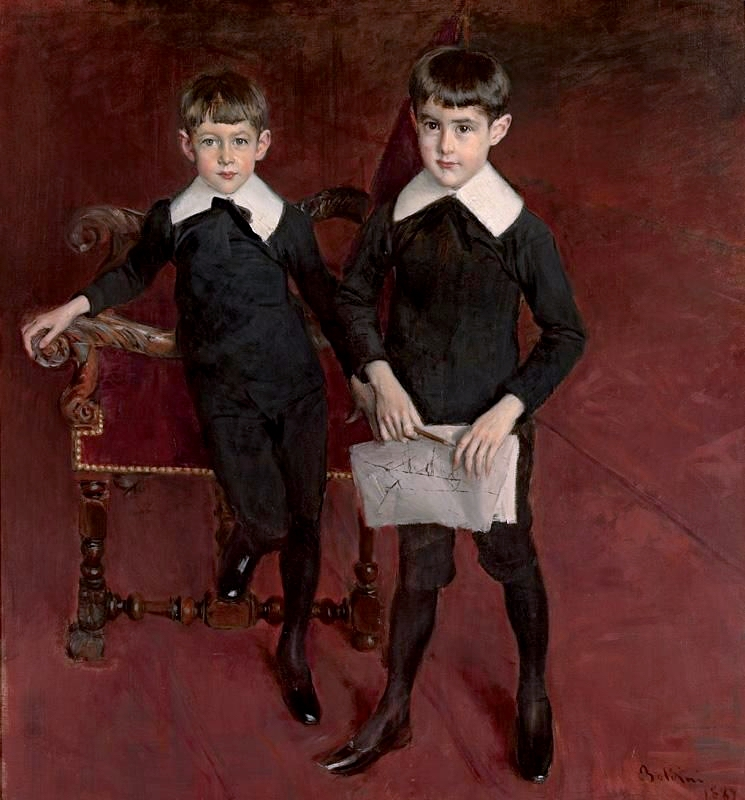
ジョヴァンニ・ボルディーニ作 「ラモン・スベルカソーの息子たちの肖像」(1887)
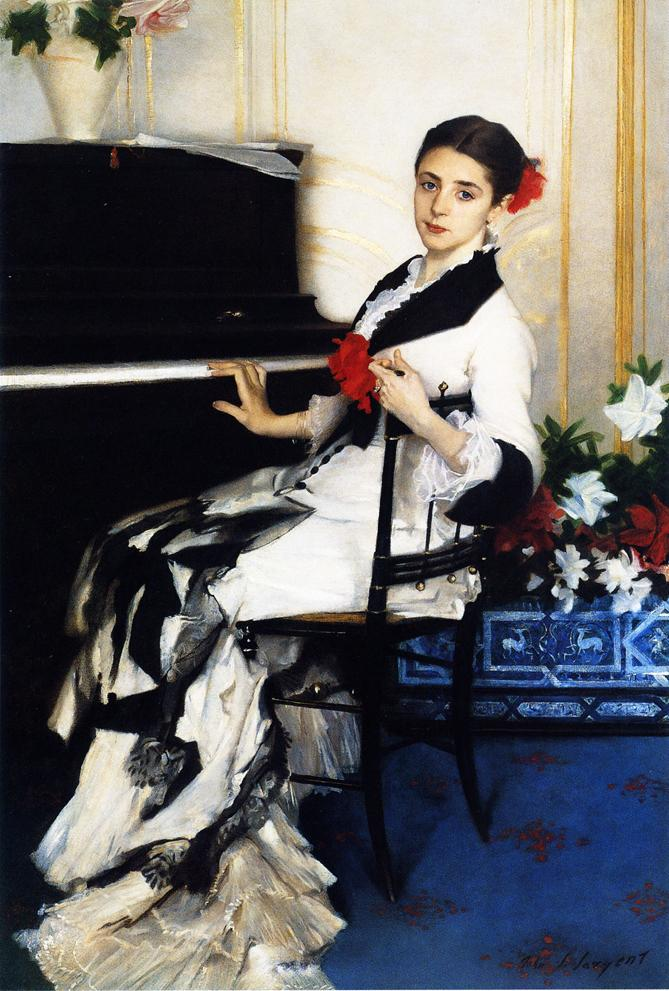
ジョン・シンガー・サージェント作 「ラモン・スベルカソーの妻の肖像」(1887)